# 弗赖斯 (多尔多涅省)
弗赖斯（法語：Fraisse，法語發音：[fʁɛs]）是法国多尔多涅省的一个市镇，位于该省西南部，属于贝尔热拉克区。

## 地理
弗赖斯（44°55'47"N, 0°18'28"E）面积21.5 平方千米，位于法国新阿基坦大区多爾多涅省，该省份为法国西南部内陆省份，是法國本土面积第三大的省，大致对应佩里戈尔地区，北起顺时针与夏朗德省、上维埃纳省、科雷兹省、洛特省、洛特-加龙省、吉倫特省和滨海夏朗德省接壤。
与弗赖斯接壤的市镇（或旧市镇、城区）包括：圣热里、博普耶、博塞、蒙福孔、圣热罗德科尔、圣若尔热布朗卡内、圣皮埃尔代罗。

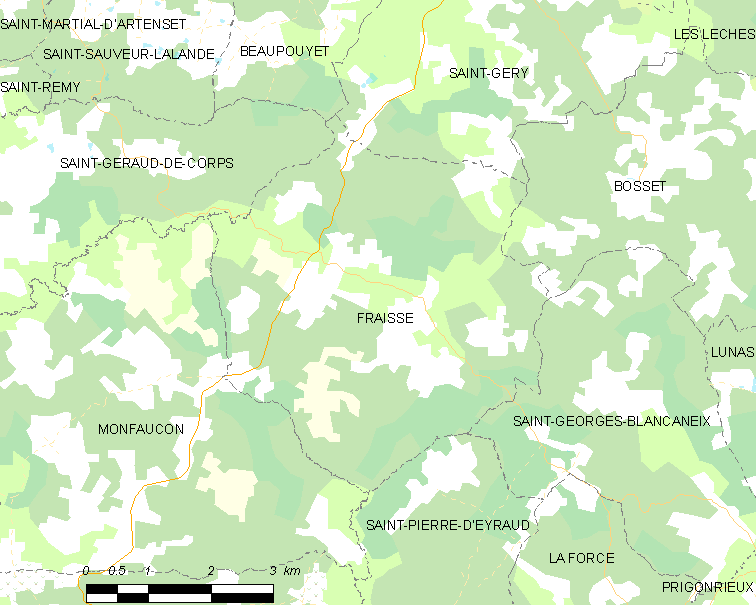
的OSM定位图

弗赖斯的时区为UTC+01:00、UTC+02:00（夏令时）。

## 行政
弗赖斯的邮政编码为24130，INSEE市镇编码为24191。

## 政治
弗赖斯所属的省级选区为拉福尔斯地区县。

## 人口

1962-2008年间人口变化图示

弗赖斯于2022年1月1日时的人口数量为173人。